# 思廷書院
22°41′45″N 114°12′33″E / 22.695698°N 114.209207°E
思廷書院（英文：Muse College），是香港中文大學（深圳）的第三所成員書院，創立於2016年，受捐於深圳鸿荣源集团，並以鸿荣源集团董事長賴海民之妻陳思廷命名。書院坐落於香港中文大學（深圳）上園，與明園毗鄰。

## 历史
為感谢深圳鸿荣源集团對香港中文大學（深圳）的資助，中大（深圳）于2016年成立第三所书院，以鸿荣源集团董事長、深圳地產大亨賴海民之妻陳思廷的名字命名。書院的官方成立時間為2016年11月11日，但實際上於同年9月已开始招收第一批新生。
截至2022年，书院共有本科生1409人，研究生697人，交流交换生4名，舍监（英文：warden）和导师（英文：tutor）39人，隶属老师 95人，院办教师12人。

## 院训
思廷書院的院訓是「道器并重，兼善天下」，分別取自《周易》、《孟子》：
|                 | 形而上者謂之道，形而下者謂之器 |
| ——《周易·系辞》 |                                |

|                       | 穷则独善其身，达则兼善天下 |
| ——《孟子·尽心章句上》 |                            |

学之极，乃道，术之成，为器; 大学乃探究学术和求道用器之地。重道者，必须苦读冥思。重器者，必须身体力行。在道器之外，学子应不忘中华传统 —— 以天下为己任，以一己之力关顾社会、凭所学所得兼善天下。

## 使命
思廷书院致力于通过一系列全人发展计划和活动项目，将学生培养成品格高尚、博学多才、能力卓越、关怀社会的世界公民。

## 院徽
思廷書院院徽将“思廷”二字契合，融合出具有学院风格的盾形。以“思”字为主型，代表书院鼓励学生勤思考、多思辨、常思念的“三思文化”。同时，“思”字的“田”部也象征着为学生们打开一扇通向世界的窗口，也象征着书院是耕耘培育栋梁之才的田园沃土。“廷”字则进行简化和变形，用心型叶芽代替了部分笔画，实现与“思”字的“心”部融为一体的视觉效果。在外围设计上，用飘带结合盾形，刚柔相生；飘带顶部的双星释义于院训中的“道”与“器”，向上生长的绿芽象征着人和自然的和谐共处。两侧飘带下沿分别是英文版本的院训 —— Principles and Practice, Dedication to Humanity。

## 行政架構

### 历任院长
| 屆次 | 姓名        | 任期            | 参考        |
| ---- | ----------- | --------------- | ----------- |
| 1    | 包智民 教授 | 2017年 - 2018年 | [ 7 ] [ 8 ] |
| 2    | 陈永勤 教授 | 2018年 -        |             |

### 書院董事會
- 主席：何繼善教授[9]

- 委員：赖俊霖先生、赖柏霖先生、徐扬生教授、朱世平教授、陈永勤教授、陳坤耀教授、李沛良教授、李汉祥先生、錢致榕教授、杨玉良教授、赵沁平教授[10]。

## 書院設施

### 住宿
思廷書院坐落於港中大（深圳）上園，背鄰中園，毗鄰明園（校長府），擁有A、B、C三棟宿舍樓，每棟宿舍樓配有一名舍監，每層樓配有一至二名導師。宿舍內同時配有公共厨房、公共餐厅、洗衣房、通宵自习室、放映室、阅读室、钢琴房、舞蹈室、绘画室、书法室、斯诺克室等功能房。

### 餐飲
思廷書院擁有一家餐廳，名為海月廷餐廳。

## 文化建設

### 刊物

#### 書院通訊
書院官方會定期出版季度書院通訊刊物《心田》（英文："Blooming Field"），紀錄書院某段時間內的重要事件和活動。

#### 院刊
思廷書院官方院刊為《遠行》（英文：Voyage），是一本以紀錄書院師生生活為主的書院刊物。

### 活動
思廷書院擁有並舉辦過一系列包括“思源公益”、“同舟成长”、“百灵鸟晨读”、“I-Cube文化探索”和“聽説/Yu你”在内的全人发展计划和涵盖“合一作坊”、“不二倾谈”、“ 三思讲堂”、“ 四方广志”在内的活动体系。致力于建立一个包容、友善、尊重、互信的社群空间，推行知识、能力和价值观培养并举的全人教育。